# Sweet Trip
Sweet Trip fue un grupo americano proveniente de San Francisco formado entre los años 90 por el productor musical Roberto Burgos junto a la cantante y guitarrista Valerie Cooper y  el bajista y baterista Viet Le. El grupo es conocido por mezclar subgéneros del rock alternativo con IDM, ambient y dream pop dando resultado a un sonido descrito como suave y futurista.

## Biografía
Sweet Trip dio inicios en los años 90 y su formación actual consiste solamente de Roberto Burgos y Valerie Cooper. En una entrevista con Erasing Clouds, Roberto explica como habiendo nacido en Panama lo ayudó a encontrar ritmos nuevos. Además menciona sus influencias del heavy metal y el impacto que tuvo el rock moderno en su música. El grupo ha sido telonero del productor Junior Varsity KM, quien al igual que Sweet Trip comparte el sello discográfico Darla Records. Su primer álbum Halica, el cual forma parte de la serie Bliss Out del sello discográfico Darla fue publicado por primera vez en el año 1998. También el primer EP de la banda titulado Alura, con un sonido más influenciado por la música IDM fue publicado el próximo año.
La formación en vivo de la banda sufrió un cambio a fines de los 90 e inicios de los 2000's con la entrada de Rob Uytingco (baterista) y Aaron Porter (bajista) y la salida de Viet Le. Luego de este cambio la banda adoptó un sonido más similar al IDM y el álbum con el que Sweet Trip se haría más conocida "Velocity : Design : Comfort" fue lanzado. En 2009 otro álbum titulado You Will Never Know Why fue lanzado.
En 2013, Roberto publicó una canción inédita a su página de Soundcloud. La descripción fue "Probablemente no sea la ultima canción de Sweet Trip" pero esta fue cambiada a "No es la ultima canción de Sweet Trip". No fue hasta 2020 que la banda publicó su primera canción en varios años ("In Sound, We Found Each Other") como parte del álbum recopilatorio "Little Darla Has a Treat for You, Vol.30".

## Discografía

### Álbumes de studio
- Halica (1998, Darla Records)
- Velocity : Design : Comfort (2003, Darla Records)
- You Will Never Know Why (2009, Darla Records)
- A Tiny House, In Secret Speechless, Polar Equals (2021, Darla Records)
- Seen/Unseen (2022, Darla Records)

### EPs
- Fish - Remixes and Versions (1998, Darla Records)
- Alura (1999, Darla Records)